# MSN-00100型機動戰士
MSN-00100型 (百式) 機動戰士是日本動畫片機動戰士鋼彈系列中的機動戰士Z鋼彈登場的一種虛構兵器。

## 發展歷史
在γ鋼彈RMS-99力奇.戴亞斯開發完成後，幽谷開始了下一個鋼彈開發計畫，即δ鋼彈。δ鋼彈是屬於「Ζ計劃」中的一部份，原本型號為MSN-001。但後來在開發者M.永野博士執意下將名稱改為「百式」，並將型號從MSN-001改為MSN-00100，喻意為「可以用上100年的MS」。
作為Z計畫的技術先導機種，在最初的設計當中MSN-00100是一款試作可變型MS，但開發過程中發現MSN-00100的變形機構有著重大缺陷，以及AE設計的可動骨架強度不足以至在高G力環境下變形會造成骨架扭曲，因此被迫放棄可變機構，並重新修改為非可變MS。
取消變形機構的百式仍擁有了優異的基礎性能，並新導入從迪坦斯奪來的RX-178上使用的可動骨架技術，成為了當時非可變MS中性能的佼佼者。之後交由幽谷的克瓦特羅·巴吉納駕駛並投入格里普斯戰役，在戰爭中屢立戰功，但在格里普斯戰役末期，百式與丘貝雷決戰時遭到嚴重毀損，後來第一次新吉翁戰爭爆發，該機被修復後重新投入戰場（另有一說投入第一次新吉翁戰爭的百式其實是二號機），直到此次戰爭結束。
在甘泉抗爭爆發之前，百式與ZZ鋼彈以及Z鋼彈等具有「鋼彈」之名的MS被聯邦政府以永久保存的名義藏匿。

## 機體介紹
百式由於原本是屬於可變型MS，因此仍可以看出一些遺留下來的結構，例如由RMS-099的外掛推進翼發展而來，裝設於背部推進器兩側的翼狀穩定翼，可發揮AMBAC的功能，甚至在必要時可以脫離機體；而在小腿脛部呈外露式的可動骨架，同樣也是原本可變機構的痕跡。
本機最大特徵是鍍在機體表面上的抗光束鍍膜，該鍍膜可使機體被光束擊中時，瞬間蒸發光束的熱能來保護機體，這層鍍膜也使百式具備單機進入大氣層的能力。因為該技術在格里普斯戰役期間仍在測試階段，因此使得百式機體表面為金色，成為幽谷陣營中最具標誌性的機體。而迪坦斯士兵經常以其塗裝稱它為「金色的」。另外百式的頭部輪廓與鋼彈系MS十分類似，但不同的是眼睛部分的主攝影機採用了圖像管理型編碼裝置(Image Directive Endode System，IDE)的感應器，使用時會發出迥異於常見綠色的紅色光芒。
百式在武裝使用上承襲了RMS-99的思路，亦相當重視汎用性，因此當時幽谷的主力MS的武裝百式都能使用，幾乎只有超級MEGA粒子砲是特別為百式而設的。

### 機體數據
| MSN-00100 百式     | MSN-00100 百式 |
| ------------------ | --- |
| 型号               | MSN-00100 |
| 所属               | A.E.U.G. |
| 设计生产           | 亞納海姆電子產業聯合體 |
| 外形尺寸           | 高18.5M(天線高19.2M) |
| 本体重量           | 31.5吨 |
| 全装备重量         | 54.5吨 |
| 动力系统           | 米诺夫斯基热核反应爐，输出功率1850kW |
| 推進推力           | 74400 kg |
| 加速度             | 1.37G |
| 传感器侦测有效半径 | 11200米 |
| 裝甲               | 鋼彈尼姆γ合金 |
| 武裝               | 頭部60mm火神炮×2 光束軍刀×2(功率0.65 MW) BR-M-87 光束步槍×1 AE / ZIM.C-BAZ-531 黏弹火箭砲(7+1發) FHA-03M1 MEGA粒子炮×1                               |
| 其他裝備           | 圖像管理型編碼裝置 Image Directive Endode System 抗光束鍍膜 Anti-Beam Coating 主動姿勢平衡控制系統 Active Mass Balance Auto Control 指部多功能發射器 |

## 衍生型
- MSR-00100 百式改：由MSN-00100的3號機改造而來，在武裝、防禦、機動性、索敵能力等各項性能都有全面性的提升。
- MSR-00100S  百式改量產型：百式改的基礎上簡化武裝與推進背包的量產形式，但設計時已是可變型MS的時代，量產沒有實現。
- MSK-100S 陸戰型百式改：卡拉巴依據百式改量產型設計的大氣層內專用機型，少量生產用於對泰坦斯的戰鬥。
- FA-100S 全裝甲百式改：追加了大量武裝和裝甲，並提升推力。在M-MSV中，U.C.87年在月球上毀於與量產型精神感應鋼彈的戰鬥。
- MSN-001 Delta Gundam：利用Z鋼彈的回饋資料和骨架，並容入百式系機體的特點重新設計的可變型MS，同樣配備金色抗光束塗層，取消IDE裝置。
- MSN-001-2 Delta Gundam II：德爾塔鋼彈二號機，使用紅色的抗光束鍍膜。
- MSN-001A1 Delta Plus：又稱δ+，Delta Gundam的先行試製型，取消金色抗光束塗層改採用深藍色塗裝，於機動戰士鋼彈UC中登場。
- MSN-001X Delta Gundam改：Delta Plus為基礎開發的「NITRO System」試驗機，「NITRO System」可模擬新人類(Newtype)的精神感應波，使舊人類也能操作浮游炮；頭部也更換成鋼彈系頭部。